# Koldo Fernández
Pour les articles homonymes, voir Fernandez et Larrea (homonymie).
Koldo Fernández, né le 13 septembre 1981 à Vitoria-Gasteiz, est un coureur cycliste espagnol. Il est passé professionnel en 2004 dans l'équipe basque Euskaltel-Euskadi avant de courir pour l'équipe Garmin-Sharp de 2012 à 2014. Il a remporté sa première victoire professionnelle sur la course Tirreno-Adriatico 2007.

## Biographie

### Cyclisme junior et amateur
Avant son passage chez les professionnels, il remporte 52 victoires en cadet, junior et amateur (11 saisons au total) : 15 victoires en cadet, 27 en junior et 9 au cours de ses 4 années passées chez les amateurs. La majorité de ces victoires sont obtenues au sprint. En 1999, sa dernière année de junior, il est sacré Champion d'Espagne et il est sélectionné pour les Championnats du Monde de Vérone où il chute dès le premier tour de circuit et doit abandonner.
En 2000, il devient cycliste amateur au sein de l'équipe Saunier Duval-Mapei. Il remporte deux étapes du Tour d'Alava et l'année suivante, il se classe second au général du Lehendakari Txapelketa. En 2002, il rejoint l'équipe Olarra-Consultec dirigée par Xavier Artetxe. C'est probablement sa pire saison. Il reste au sein de cette équipe devenue Orbea-Olarra-Consultec jusqu'à son passage chez les professionnels, au sein de l'équipe Euskaltel-Euskadi.

### Cyclisme professionnel

#### Saisons 2004 à 2006
Lors de ses trois premières saisons professionnelles, il n'obtient aucune victoire. Il décroche quelques places d'honneur comme la 2e place lors de la 3e étape du Tour du Limousin et de la 7e étape du Tour de l'Avenir, en 2004, ou la 3e place lors de la 3e étape du Tour de Pologne en 2006.

#### Saison 2007

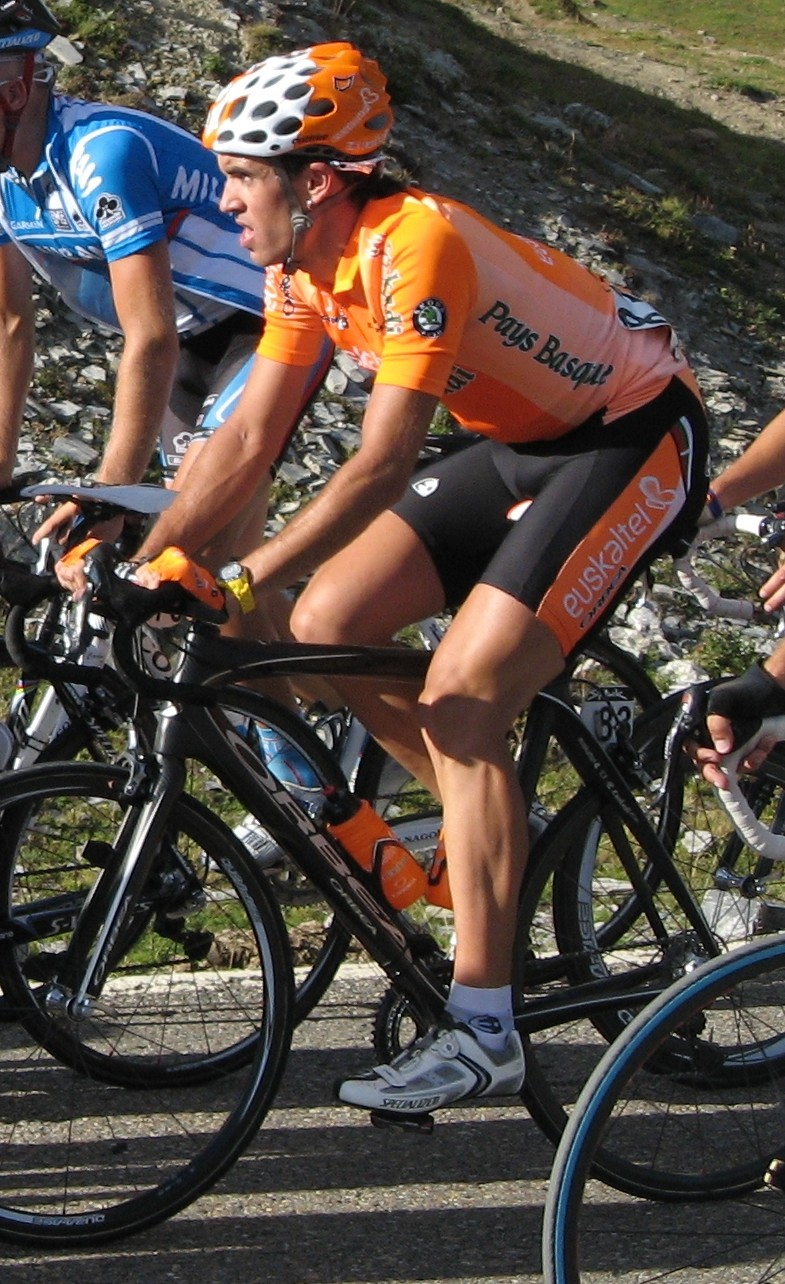
Koldo Fernández lors du Tour d'Espagne 2008.

En 2007, il s'impose au sprint lors de la 7e étape du Tirreno-Adriatico. Plus tard, lors du Tour d'Italie, il rencontre Mario Cipollini qui lui explique qu'il n'est pas assez musclé du haut du corps pour pouvoir faire sa place lors d'un sprint massif. Suivant les conseils du sprinter italien, Koldo Fernández va, pendant tout l'hiver, muscler le haut de son corps au gymnase.

#### Saison 2008
En 2008, il remporte 5 victoires au sprint : la 5e étape du Tour de Murcie, la 5e étape du Tour de Castille-et-León, la 2e étape de l'Euskal Bizikleta, la 3e étape du Tour de Burgos et le Tour de Vendée. L'équipe Euskaltel-Euskadi décide alors de recruter un coureur qui pourrait le lancer lors des arrivées massives. Sur proposition de Koldo Fernández, c'est Pablo Urtasun qui est recruté pour la saison 2009.

#### Saison 2009
Dès le début de saison, il remporte la 2e étape du Tour de l'Algarve. Une partie de l'équipe se mobilise pour l'emmener dans de bonnes conditions jusque dans les derniers mètres des étapes se terminant au sprint. Peu à peu, on constate des améliorations, mais il s'agit d'un travail de longue haleine qui tardera un peu avant de porter ses fruits. Lors de la classique Gand-Wevelgem, il prend la 6e place. Appelé à la dernière heure pour participer au Tour de France, il arrive hors-délais lors de la 8e étape. Le 31 juillet, il remporte le Circuit de Getxo et, le 5 août, il s'impose lors de la première étape du Tour de Burgos.

### Fin de carrière
Déçu par ses résultats, le coureur espagnol annonce qu'il arrête le cyclisme après 11 saisons dans le peloton professionnel.

## Palmarès et classements mondiaux

### Palmarès amateur
| - 1997 - Aiarako Bira - 1998 - 2e de la Gipuzkoa Klasika - 1999 - Champion d'Espagne sur route juniors - 2000 - Deux étapes du Tour d'Alava - 2001 - Premio Ayuntamiento de Leioa - 2e du Premio Primavera - 2e du Mémorial Etxaniz - 2e du Torneo Lehendakari - 3e du Mémorial Sabin Foruria - 3e du Pentekostes Saria | - 2003 - 2e du Gran Premio Ayuntamiento de Camargo - 2e du Mémorial Cirilo Zunzarren - 2e du Circuito Sollube - 3e de l'Andra Mari Sari Nagusia |  |

### Palmarès professionnel
| - 2004 - 3e du Mémorial Manuel Galera - 2007 - 7e étape de Tirreno-Adriatico - 2008 - 5e étape du Tour de Murcie - 5e étape du Tour de Castille-et-León - 2e étape de la Bicyclette basque - 3e étape du Tour de Burgos - Tour de Vendée - 2e du Circuit de Getxo - 2009 - 2e étape du Tour de l'Algarve - Circuit de Getxo - 1re étape du Tour de Burgos - 5e de la Vattenfall Cyclassics - 6e de Gand-Wevelgem | - 2010 - 1re étape du Tour de Burgos - Tour de Vendée - 2e du Trofeo Palma de Mallorca - 2e du Trofeo Magaluf-Palmanova - 2e du Tour de Picardie - 3e du Challenge de Majorque - 3e du championnat d'Espagne sur route - 2011 - 2e du championnat d'Espagne sur route, - 2012 - 2e du championnat d'Espagne sur route |  |

### Résultats sur les grands tours

#### Tour de France
1 participation
- 2009 : hors délais (8e étape)

#### Tour d'Italie
4 participations
- 2006 : abandon (7e étape)
- 2007 : 136e
- 2008 : non-partant (14e étape)
- 2014 : hors délais (1re étape)

#### Tour d'Espagne
6 participations
- 2007 : 134e
- 2008 : 94e
- 2010 : 141e
- 2012 : 134e
- 2013 : non-partant (2e étape)
- 2014 : 86e

### Classements mondiaux
| Année                  | 2006 | 2007 | 2008 | 2009 | 2010 | 2011 | 2012 | 2013 | 2014 |
| ---------------------- | ---- | ---- | ---- | ---- | ---- | ---- | ---- | ---- | ---- |
| Classement ProTour     | 207e | 145e |      |      |      |      |      |      |      |
| Calendrier mondial UCI |      |      |      | 81e  | 180e |      |      |      |      |
| UCI World Tour         |      |      |      |      |      | 212e | nc   | nc   | nc   |